# Nustrup
Nustrup is een plaats in de Deense regio Zuid-Denemarken, gemeente Haderslev. De plaats telt 588 inwoners (2008).